# Charles Akanno
Charles Akanno (Lagos, 1997) è un giocatore di football americano nigeriano che gioca come defensive end per i Seinäjoki Crocodiles.
Dopo aver giocato per la squadra universitaria degli Idaho Vandals ha firmato nel 2023 con i canadesi Saskatchewan Roughriders, per passare nel 2024 ai finlandesi Seinäjoki Crocodiles.